# Nationwide Tour 2011
De Nationwide Tour 2011 was het 22ste seizoen van de opleidingstour van de PGA Tour en het negende en laatste seizoen onder de naam Nationwide Tour. Het seizoen begon met het Panama Claro Championship, in februari 2011, en eindigde met het Nationwide Tour Championship, in oktober 2011. Er stonden 26 toernooien op de agenda.

## Kalender
| Data  | Data  | Toernooi                                    | Stad                       | Winnaar               | Score | Score | Info                 |
| ----- | ----- | ------------------------------------------- | -------------------------- | --------------------- | ----- | ----- | -------------------- |
| 24-02 | 27-02 | Panama Claro Championship                   | Panama-Stad, Panama        | Mathew Goggin         | 269   | –11   |                      |
| 03-03 | 06-03 | Pacific Rubiales Bogotá Open                | Bogotá, Colombia           | Brenden Pappas        | 133   | –9    | 36-holes (regenweer) |
| 24-03 | 27-03 | Chitimacha Louisiana Open                   | Broussard, Louisiana       | Brett Wetterich       | 271   | –13   |                      |
| 14-04 | 17-04 | Fresh Express Classic at TPC Stonebrae      | Hayward, Californië        | Daniel Chopra         | 198   | –12   | 54-holes (regenweer) |
| 21-04 | 24-04 | South Georgia Classic                       | Valdosta Georgia           | Ted Potter Jr R       | 272   | –16   |                      |
| 28-04 | 01-05 | Stadion Classic at UGA                      | Athens, Georgia            | Russell Henley am     | 272   | –12   |                      |
| 19-05 | 22-05 | BMW Charity Pro-Am                          | Greer, South Carolina      | Garth Mulroy po       | 268   | –18   |                      |
| 02-06 | 05-06 | Melwood Prince George's County Open         | Potomac, Maryland          | Steve Wheatcroft      | 255   | –29   |                      |
| 09-06 | 12-06 | Rex Hospital Open                           | Raleigh, North Carolina    | Kyle Thompson         | 270   | –14   |                      |
| 16-06 | 19-06 | Preferred Health Systems Wichita Open       | Wichita, Kansas            | Mathew Goggin         | 266   | –18   |                      |
| 23-06 | 26-06 | Mexico Open                                 | Léon, Mexico               | Erik Compton          | 271   | –17   |                      |
| 14-07 | 17-07 | Chiquita Classic                            | Cincinnati, Ohio           | Russell Knox          | 263   | –25   |                      |
| 21-07 | 24-07 | Nationwide Children's Hospital Invitational | Columbus, Ohio             | Harris English am     | 270   | –14   |                      |
| 28-07 | 31-07 | Utah Championship                           | Sandy, Utah                | J.J. Killeen          | 262   | –22   |                      |
| 04-08 | 07-08 | Cox Classic                                 | Omaha, Nebraska            | J.J. Killeen          | 262   | –22   |                      |
| 11-08 | 14-08 | Price Cutter Charity Championship           | Springfield, Missouri      | Steve Friesen R       | 262   | –26   |                      |
| 18-08 | 21-08 | Midwest Classic                             | Overland Park, Kansas      | James Nitties         | 258   | –26   |                      |
| 25-08 | 28-08 | Knoxville News Sentinel Open                | Knoxville, Tennessee       | Kirk Triplett         | 267   | –21   |                      |
| 01-09 | 04-09 | Mylan Classic                               | Pittsburgh, Pennsylvania   | Gary Christian        | 267   | –17   |                      |
| 15-09 | 18-09 | Albertsons Boise Open                       | Boise, Idaho               | Jason Kokrak          | 266   | –18   |                      |
| 22-09 | 25-09 | Soboba Classic                              | San Jacinto, Californië    | Ted Potter Jr po      | 270   | –14   |                      |
| 29-09 | 02-10 | WNB Golf Classic                            | Midland, Texas             | Danny Lee po          | 270   | –18   |                      |
| 06-10 | 09-10 | Children's Hospital Classic                 | Chattanooga, Tennessee     | Miguel Ángel Carballo | 264   | –24   |                      |
| 13-10 | 16-10 | Miccosukee Championship                     | Miami, Florida             | Jason Kokrak          | 264   | –20   |                      |
| 20-10 | 23-10 | Winn-Dixie Jacksonville Open                | Ponte Vedra Beach, Florida | Gavin Coles           | 274   | –6    |                      |
| 27-10 | 30-10 | Nationwide Tour Championship                | Charleston, South Carolina | Ken Duke              | 278   | –10   |                      |

| po = winnaar na play-off |  | am = amateur |  | R = rookie |